# جون ثورنتون (لاعب كرة قدم أمريكية)
جون ثورنتون (بالإنجليزية: John Thornton)‏ هو لاعب كرة قدم أمريكية أمريكي، ولد في 2 أكتوبر 1976 في فيلادلفيا في الولايات المتحدة.

## وصلات خارجية
- الموقع الرسمي
- جون ثورنتون على موقع مرجع كرة القدم المحترفة.كوم (الإنجليزية)